# Tivela tomlini
Tivela tomlini је врста морских шкољки из рода Tivela, породице Veneridae, тзв, Венерине шкољке. Таксон се сматра не прихваћеним. Прихваћен је као врста 
 (Sowerby II, 1851)..